# جيمس برادي
جيمس برادي (بالإنجليزية: James Brady) (و. 1940 – 2014 م) هو سياسي من الولايات المتحدة الأمريكية ولد في سينتراليا
تولى منصب السكرتير الصحفي للبيت الأبيض (1981-01-20–1989-01-20) .وهو عضو في الحزب الجمهوري.

## التعليم
تعلم في جامعة إلينوي في إربانا-شامبين.

## جوائز
حصل على جوائز منها وسام الحرية الرئاسي.

## روابط خارجية
- جيمس برادي على موقع مونزينجر (الألمانية)
- جيمس برادي على موقع إن إن دي بي (الإنجليزية)